# Piero de Ponte
Fra' Piero de Ponte, o Pietrino del Ponte o Pietro del Ponte (Asti, 26 agosto 1462 – Vittoriosa, 18 novembre 1535), è stato un Gran Maestro dell'Ordine di Malta dal 1534 al 1535.

## Biografia
Di origine astigiana, nacque da Antonio Giovanni del Ponte, signore di Castellero e Lombriasco, e Luisa di San Martino di Agliè. Entrato nell'Ordine, nel 1462 giunse a Rodi e nel 1503 venne nominato capitano della torre e fortezza del Molo di San Nicolò. È assai probabile la sua partecipazione alla battaglia di Alessandretta del 1503.
Dopo essere stato siniscalco dell'Ordine ed aver curato gli interessi degli ospedalieri nelle commende italiane, divenne governatore dell'isola di Lango alla caduta di Rodi nelle mani degli ottomani, il giorno di capodanno del 1523, e qui rimase fino al 1534, quando ricevette la notizia della sua elezione nell'incarico di Gran maestro dell'Ordine, in successione a Philippe de Villiers de L'Isle-Adam, a Malta.
Il Del Ponte morì però il 18 novembre 1535, 15 mesi dopo la sua elezione. Egli venne sepolto nella cappella di Nostra Signora della Vittoria del Forte Sant'Angelo, a Birgu, sull'isola di Malta. Successivamente, i suoi resti vennero sepolti nella cripta della concattedrale di San Giovanni, a La Valletta, Malta.